# Niphadoses
Niphadoses is een geslacht van vlinders van de familie grasmotten (Crambidae), uit de onderfamilie Schoenobiinae.

## Soorten
- N. chionotus Meyrick, 1889
- N. dengcaolites Wang & Sung, 1978
- N. elachia Common, 1960
- N. hoplites Common, 1960
- N. palleucus Common, 1960